# Jürgen Adler
Jürgen Adler (* 11. Mai 1950 in Berlin) ist ein deutscher Politiker (CDU) und war von 1979 bis 1999 Mitglied im Abgeordnetenhaus von Berlin.
Jürgen Adler, Sohn von Gertrud Adler und des Angestellten Gerhard Adler, studierte nach Besuch des Gymnasiums und Abitur von 1971 bis 1975 Rechtswissenschaften und Politikwissenschaft an der Freien Universität Berlin mit zweitem juristischen Staatsexamen 1980. Seitdem ist als Rechtsanwalt mit den speziellen Arbeitsgebieten Öffentliches Recht und DDR-Recht, Justitiar und seit 1991 zusätzlich als Notar tätig.
Adler trat 1968 in die CDU ein. Ab 1975 war er Vorsitzender der Jungen Union der CDU in Berlin-Wilmersdorf, ab 1979 Vorsitzender der CDU Berlin-Schmargendorf. Ein Mandat im Abgeordnetenhaus hatte er von 1979 bis 1999 inne. Im Wahlkreis Wilmersdorf 3 erhielt er zeitweilig die absolute Mehrheit der Wählerstimmen.